# Маслин, Марк
Марк Маслин (Mark A. Maslin) — британский климатолог, палеоклиматолог. Доктор философии, профессор Университетского колледжа Лондона, где преподает с 1995 года, FRGS, FRSA. Отмечен Royal Society Wolfson Research Merit Award (2011).

## Биография
В 1986—1989 гг. занимался в Бристольском университете, получил степень бакалавра с отличием по физической географии.
В 1989—1993 гг. занимался в кембриджском колледже Дарвина, стал PhD — с работой «The study of the palaeoceanography of the N.E. Atlantic during Pleistocene», выполненной под началом профессоров Николаса Шеклтона и Ellen Thomas (scientist).
В 1993—1995 гг. исследователь в Кильском университете (Германия).
С 1995 года лектор, с 2002 года ридер, с 2006 года профессор физической географии Университетского колледжа Лондона, в 2007—2011 гг. заведовал кафедрой географии.
Участник международных исследовательских экспедиций, полевых исследований в Африке.
Подготовил 20 PhD-студентов.
Выступает в СМИ, на радио и телевидении — в частности на Timeteam, Newsnight, Dispatches, Horizon, The Today Programme, Material World, BBC News, Channel 5 News, Sky News. Соучредитель Rezatec Ltd. Научный советник Transition Lab, Sopra-Steria, Sheep Inc. Член консультативного комитета Cheltenham Science Festival.
Автор 11 книг и более 175 работ, публиковался в частности в Science, Nature, Nature Climate Change, The Lancet, Geology. Автор 10 популяризаторских книг и более 60 статей, в частности в The Conversation, New Scientist, Geographical magazine, The Times, Independent, Guardian. Популяризаторская книга «Climate Change: A Very Short Introduction» (Oxford University Press) выдержала уже четыре издания. В той же серии у него вышла «Climate: A Very Short Introduction». Соавтор 2009 Lancet report ‘Managing the health effects of climate change’.

### Книги
- ‘Climate Change: A Very Short Introduction’ (OUP, 2014, 2021)
- The Cradle of Humanity (OUP, 2017, 2019)
- The Human Planet: How we created the Anthropocene (Penguin, 2018)
- 'How to save our planet: the facts' (2021)